# Inwood–Calle 207 (línea de la Octava Avenida)
Inwood–207th Street (antes Washington Heights–207th Street) es la terminal de la Línea de la Octava Avenida del metro de Nueva York. Localizada en la intersección de la calle 207 y Broadway en Manhattan barrio de Inwood, cerca de Inwood Hill Park, y es servida por los trenes A todo el tiempo.
Hay una sola plataforma "isla" entre las dos vías, en la cual está designada como "vía A3", y A4, y que termina al norte de la plataforma en la estación 1541+00. La estación que ha sido reformada para que tenga más lugares de acceso para las personas discapacitadas, agregando un elevador. En la estación se pueden encontrar trabajos artísticos como At the Start...At Long Last por Sheila LaBrettville. La terminal está operada por un despacho de oficiales al final del sur de la terminal, mientras que la planta de intercambios de vías es controlada por el Control de centralizado de tráfico localizado en el patio de maniobras de la calle 207.

## Puntos de intereses
- Inwood Hill Park
- Isham Park

## Conexiones de Buses

### Tránsito de la ciudad de Nueva York
- M100
- Bx7: diariamente de 5am a 12am
- Bx12:: a/desde Bay Plaza Shopping Center, Co-op City, El Bronx vía Fordham Road y Pelham Parkway, todo el tiempo
- Bx20: A Riverdale-Calle 246 vía el Henry Hudson Parkway, lunes-sábados 5am-11pm

### Buses MTA
- BxM1: Entre Riverdale-Calle Oeste 261 y Midtown Manhattan-Calle 26 (vía las Avenidas 5.ª y Madison), diariamente 4:45am-1am